# Notropis ariommus
Notropis ariommus är en fiskart som först beskrevs av Edward Drinker Cope, 1867.  Notropis ariommus ingår i släktet Notropis och familjen karpfiskar. Inga underarter finns listade i Catalogue of Life.